# پلاک وسایل نقلیه استان آذربایجان غربی
کدهای پلاک وسایل نقلیه استان آذربایجان غربی ۱۷، ۲۷ و ۳۷ است. در خودروهای عمومی، تاکسی‌ها و خودروهای دولتی حرف پلاک، همیشه یکسان است. اما در خودروهای شخصی این حرف (ب) بستگی به شهری دارد که پلاک خودرو در آن ثبت شده است.
در خودروهای عمومی و کشاورزی کد ایران ۱۷ واگذار شده و کد ایران ۲۷ در حال واگذاری است.
نکته: با توجه به محدودیت و کمبود پلاک، پلاک‌های فک شده همان شهرستان که یک سال بدون استفاده باقی مانده واگذار می‌شود.

## ۱۷ مرکز استان (ارومیه)
۱۷ کد ارومیه و همه حروف مربوط به این شهرستان است.
| حرف | شهرستان             | وضعیت واگذاری                                     |
| --- | ------------------- | ------------------------------------------------- |
| الف | دولتی               | سرشماره ۱۹ درحال واگذاری                          |
| ب   | ارومیه (۱)          | پایان شماره‌گذاری                                  |
| ت   | تاکسی               | سرشماره ۷۸ درحال واگذاری                          |
| ج   | ارومیه (۲)          | پایان شماره‌گذاری                                  |
| د   | ارومیه (۳)          | پایان شماره‌گذاری                                  |
| س   | ارومیه (۴)          | پایان شماره‌گذاری                                  |
| ژ   | جانبازان معلولین    | سرشماره ۱۱ درحال واگذاری سرشماره ۵۱ درحال واگذاری |
| ص   | ارومیه (۵)          | پایان شماره‌گذاری                                  |
| ط   | ارومیه (۶)          | پایان شماره‌گذاری                                  |
| ع   | عمومی (۱)           | پایان شماره‌گذاری                                  |
| ق   | ارومیه (۷)          | پایان شماره‌گذاری                                  |
| ک   | کشاورزی (۱)         | پایان شماره‌گذاری                                  |
| گ   | گذرموقت، آزمایش فنی | سرشماره ۱۸ درحال واگذاری                          |
| ل   | ارومیه (۸)          | پایان شماره‌گذاری                                  |
| م   | ارومیه (۹)          | پایان شماره‌گذاری                                  |
| ن   | ارومیه (۱۰)         | پایان شماره‌گذاری                                  |
| و   | ارومیه (۱۱)         | پایان شماره‌گذاری                                  |
| ه   | ارومیه (۱۲)         | پایان شماره‌گذاری                                  |
| ی   | ارومیه (۱۳)         | پایان شماره‌گذاری                                  |

| ۱۷ | ۳۴۵ 12 |

## ۲۷ استان آذربایجان غربی
| ۲۷ | ۳۴۵ 12 |

| حرف | شهرستان                      | وضعیت شماره گذاری        |
| --- | ---------------------------- | ------------------------ |
| ب   | خوی، چایپاره (۱)             | پایان شماره‌گذاری         |
| ج   | مهاباد (۱)                   | پایان شماره‌گذاری         |
| د   | ماکو، شوط، پلدشت (۱)         | پایان شماره‌گذاری         |
| س   | سلماس (۱)                    | پایان شماره‌گذاری         |
| ص   | نقده (۱)                     | پایان شماره‌گذاری         |
| ط   | میاندوآب، چهاربرج، باروق (۱) | پایان شماره‌گذاری         |
| ع   | عمومی (۲)                    | پایان شماره‌گذاری         |
| ق   | تکاب                         | سرشماره ۶۶ درحال واگذاری |
| ک   | کشاورزی (۲)                  | سرشماره ۳۱ درحال واگذاری |
| ل   | شاهین دژ                     | سرشماره ۹۳ درحال واگذاری |
| م   | سردشت، میرآباد (۱)           | پایان شماره گذاری        |
| ن   | بوکان (۱)                    | پایان شماره‌گذاری         |
| و   | پیرانشهر (۱)                 | پایان شماره‌گذاری         |
| ه‍   | چالدران                      | سرشماره ۴۱ درحال واگذاری |
| ی   | اشنویه                       | سرشماره ۷۹ درحال واگذاری |

۲۷ب ۳۷ب ۳۷م- پلاک‌های فک شده این حرف‌ها برای خوی، چایپاره درحال واگذاری است.
نکته: با اتمام حرف ۱۷ ک برای ادوات کشاورزی استان، حرف ۲۷ ک برای ادوات کشاورزی استان در نظر گرفته شده، و هم‌اکنون سرشماره ۳۱ درحال واگذاری است.

## ۳۷ استان آذربایجان غربی
| ۳۷ | ۳۴۵ 12 |

| حرف | شهرستان                       | وضعیت شماره گذاری        |
| --- | ----------------------------- | ------------------------ |
| ب   | خوی، چایپاره (۲)              | پایان شماره‌گذاری         |
| ج   | میاندوآب، چهاربرج، باروق (۲)  | پایان شماره‌گذاری         |
| د   | نقده (۲)                      | سرشماره ۵۸ درحال واگذاری |
| س   | ارومیه (۱۴)                   | ذخیره                    |
| ص   | مهاباد (۲)                    | پایان شماره‌گذاری         |
| ط   | بوکان (۲)                     | پایان شماره‌گذاری         |
| ع   | عمومی (۳)                     | سرشماره ۱۱ درحال واگذاری |
| ق   | سلماس (۲)                     | پایان شماره گذاری        |
| ل   | ماکو، شوط، پلدشت (۲)          | پایان شماره گذاری        |
| م   | خوی، چایپاره (۳)              | پایان شماره‌گذاری         |
| ن   | میاندوآب، چهاربرج، باروق (۳)  | پایان شماره گذاری        |
| و   | میاندوآب ، چهاربرج، باروق (۴) | سرشماره ۲۵ درحال واگذاری |
| ه   | شاهین دژ (۲)                  | ذخیره                    |
| ی   | ذخیره                         | ذخیره                    |